# 프레임 (콘서트)
프레임 (FRAME) 은 2014년 12월 30일 - 2014년 12월 31일, 서울블루스퀘어에서 열린 국카스텐의 2집 앨범인《프레임》의 발매기념 단독콘서트이다.

## 세트리스트
1. 스크래치
2. Montage
3. 감염
4. 뱀
5. 카눌라
6. 깃털
7. 작은인질
8. FRAME
9. 미늘
10. 저글링
11. 오이디푸스
12. 변신
13. 소문
14. 거울
15. Sink Hole
16. 꼬리
17. Lost
18. Mandrake

## 참여 세션
- 기타 : 이청희
- 퍼커션 : 김훈식
- 코러스 : 김진실